# Tanzania Ports Authority

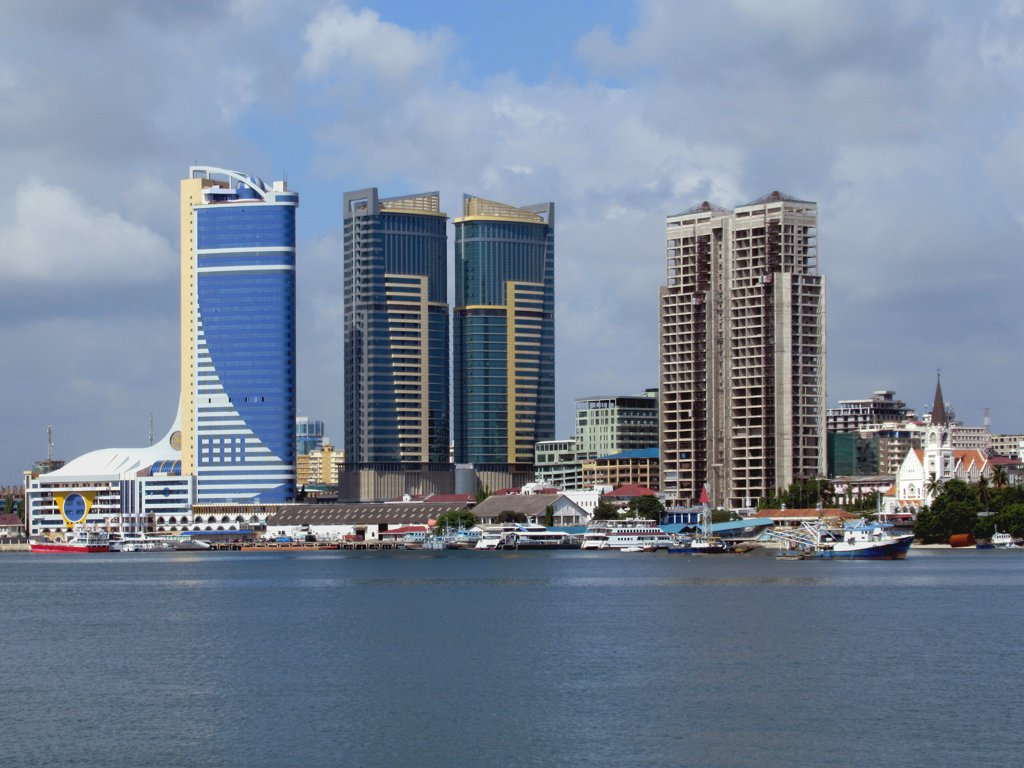
Verwaltungssitz der Tansanischen Hafenbehörde (Gebäude links)

Die Tanzania Ports Authority (deutsch Tansanische Hafenbehörde) abgekürzt TPA, ist eine Behörde in Tansania, die dem  Ministerium für Infrastrukturentwicklung (Ministry of Infrastructure Development) untersteht und zur Verwaltung und Betreibung der staatlichen See- und Binnenhäfen des Landes bevollmächtigt ist.

## Geschichte
Die Tanzania Ports Authority wurde am 15. April 2005 auf der Grundlage des Ports Act No. 17 of 2004 errichtet. Sie ist eine nachgeordnete Struktureinheit der Regierung von Tansania und ihr Verwaltungssitz befindet sich in Daressalam.

## Unternehmen
Der TPA ist Eigentümer und Betreiber der tansanischen Häfen. Sie stellt die Einrichtungen zum Be- und Entladen von Fracht und für den Transport von Passagieren zur Verfügung, verwaltet die Hafeninfrastruktur und vergibt Lizenzen und Konzessionen an Privatfirmen.
Bei einem Umsatz von 600.170 Millionen TSh wurden 127,895 Miilionen TSh Erlös geschrieben (Stand 2016).
Die Tanzania Ports Authority ist Mitglied der Port Management Association of Eastern and Southern Africa.

## Häfen
Die Tanzania Ports Authority verwaltet sowohl die Seehäfen des Festlandes am Indischen Ozean als auch die Häfen an den großen Binnenseen im Westen.

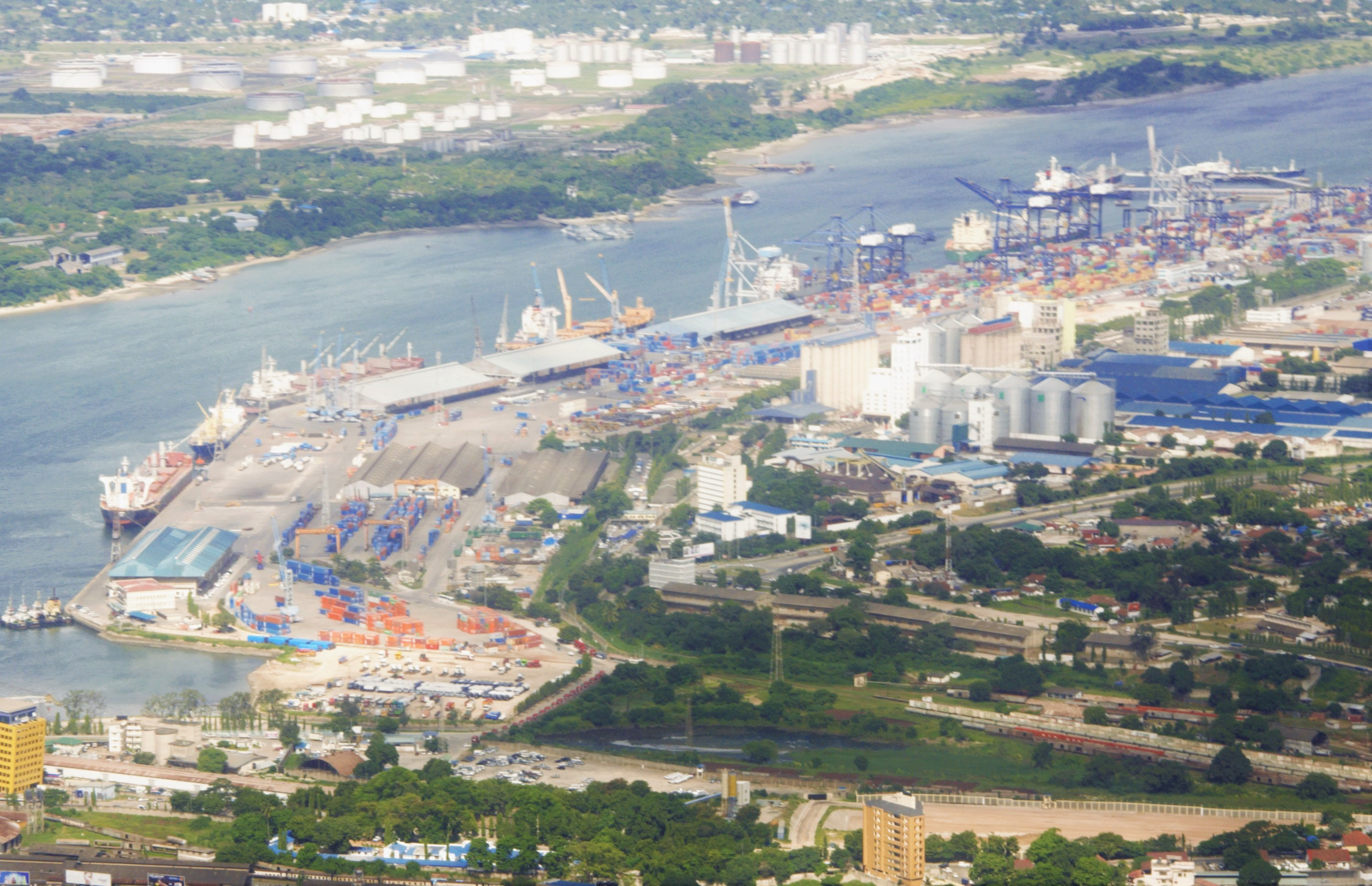
Hafen Daressalam

### Zentrale Küste
Der Hafen Daressalam ist der wichtigste Hafen des Landes, er wickelt rund 95 Prozent des internationalen Handels von Tansania ab. Der Hafen bedient auch die Binnenländer Sambia, Demokratische Republik Kongo, Burundi, Ruanda, Malawi, Uganda und Simbabwe.

### Tanga
Der Hafen Tanga wurde 1914 errichtet und ist damit der älteste Hafen in Ostafrika. Er versorgt vor allem die Regionen Tanga, Kilimandscharo, Arusha, Manyara, die Regionen am Victoriasee sowie die Nachbarländer Kenia, Ruanda, Burundi und den südlichen Teil von Uganda.

### Mtwara
Der Hafen Mtwara liegt nahe der Grenze zu Mosambik. Er wurde gleichzeitig mit der Eisenbahnlinie von Mtwara nach Nachingwea in der Zeit von 1948 bis 1954 errichtet.

### Häfen am Malawisee
Die Häfen Mbamba Bay, Ndumbi und Itungi am Malawisee werden von Kyela aus betrieben.

### Häfen am Tanganjikasee
Am Tanganjikasee liegen die von Kigoma aus betriebenen Häfen
- Kibirizi
- Kabwe
- Kipili
- Kasanga
- Kagunga
- Lagosa
- Sibwesa
- Karema
- Ikola
- Ninde
- Msamba
- Wampembe
- Kala
- Ujiji
- Katonga
- Korongwe
- Kirando
- Katosho
- Tongwe
- Lubengera
- Sigunga
- Herembe
- Mtanga
- Mwamgongo
- Karago
- Kaparamsenga
- Kalya
- Rukoma

### Häfen am Victoriasee
Die wichtigsten Häfen am Victoriasee sind Mwanza Nord und Mwanza Süd. Im Nordhafen werden Passagierschiffe und kleine Frachtschiffe abgefertigt, der Hafen Süd wickelt den Großteil der Fracht ab. Daneben werden von hier aus folgende Häfen am Victoriasee verwaltet:
- Kemondo
- Bukoba
- Musoma
- Nansio
- Mwigobero
- Shirati
- Kinesi
- Maisome
- Kome
- Bukoindo
- Kahunda
- Chato
- Nyamirembe
- Nkombe
- Muharamba
- Buchosa
- Solima
- Ukara
- Nyakalilo
- Kyamkwikwi
- Buchenzi
- Karumo
- Itabagumba
- Lushamba
- Lugata
- Nungwe
- Kibara
- Magarini
- Nyamkazi

## Korruption
Im Jahr 2015 entließ der Präsident John Magufuli den Generaldirektor Awadhi Massawe, den Vorsitzenden Joseph Msambichaka und den Generalsekretär des Verkehrsministeriums Shaaban Mwinjaka nachdem aufgedeckt wurde, dass 2.700 Schiffscontainer in den Hafen von Daressalam geschmuggelt worden waren.